# Lego City
Lego City är en Lego-serie som introducerades 1978, och är baserad på stadslivet; där både byggarbetare, poliser, ambulanser och brandbilar finns för att möjliggöra byggandet av en Legostad.

## Historik
Sedan starten 1978 har stadsbaserade modeller marknadsförts under namn som "Legoland Town", "Town Junior" och "World City" innan den moderna versionen startades 2005.

## Videospel
Ett vidospel utvecklades av TT Games och kallas LEGO City Undercover, för att släppas till 3DS och till Wii U den 28 mars 2013 i Europa och den 18 mars 2013 i Nordamerika.

### Fotnoter
1. ↑  ”Nintendo Financial Results Briefing for the Three-Month Period Ended June 2011”. Nintendo. 30 juli 2011. http://www.nintendo.co.jp/ir/pdf/2011/110729e.pdf. Läst 29 juli 2011.